# نجا ناحلة
نجا ناحلة (الاسم العلمي:Najas tenuissima) هي نوع من النباتات تتبع جنس النجا من فصيلة الحب المائية.